# اس‌اس هوسنگ
اس‌اس هوسنگ (به انگلیسی: SS Hewsang) یک کشتی بود که طول آن ۳۱۵ فوت ۵ اینچ (۹۶٫۱۴ متر) بود. این کشتی در سال ۱۹۴۴ ساخته شد.